# Lierne (bouwkunde)

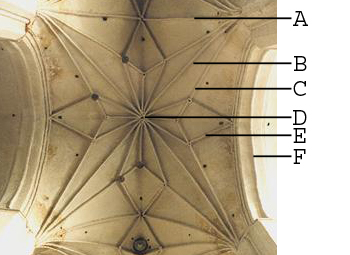
Stergewelf in de kerk van Toruń met daarin aangegeven verschillende onderdelen:
A: twee gordelbogen
B: twee diagonaalribben
C: een tierceron
D: een druiper of doorhangende sluitsteen
E: een lierne
F: twee schild- of muraalbogen

Een lierne of verbindingsrib is een rib in een gewelf, die is ontstaan toen de gewelfbouw zich in de gotiek steeds verder ontwikkelde.
Een lierne is niet direct verbonden met het punt waar het gewelf op rust, meestal een zuil of kolom. Dit in tegenstelling tot de gordelboog, de tierceron, de muraalboog en de diagonaalboog, die wel direct verbonden zijn met een zuil of kolom. Een lierne is echter een decoratieve rib die de hierboven genoemde overige onderdelen met elkaar verbindt. Verder verbindt de lierne nooit een van de eerder genoemde onderdelen met de sluitsteen.